# Стерджесс, Эрик
Эрик Уильям Стерджесс (англ. Eric William Sturgess; 10 мая 1920, Йоханнесбург — 14 января 2004, Саннингхилл, городской округ Йоханнесбург) — южноафриканский теннисист и игрок в крикет и гольф. Шестая ракетка мира в 1948 и 1949 годах, шестикратный победитель турниров Большого шлема в мужском и смешанном парном разряде, трёхкратный финалист турниров Большого шлема в одиночном разряде, 11-кратный чемпион ЮАР по теннису.

## Биография
Эрик Стерджесс родился в 1920 году в Йоханнесбурге в семье рекламного агента. В старших классах начал изучать бухгалтерское дело, одновременно демонстрируя спсобности к занятиям спортом, и уже в 1939 году завоевал свой первый титул чемпиона ЮАР по теннису.
С началом Второй мировой войны Стерджесс был мобилизован в ВВС ЮАР. Во время обучения на курсе лётных инструкторов продолжал активно заниматься спортом и был включён в сборную ВВС на матчи против сборной остальной страны. Позже он был направлен на европейский театр военных действий в составе 4-й эскадрильи «Спитфайров» ВВС ЮАР и участвовал в бомбардировках и штурмовках наземных oбъектов противника. В ходе одного из вылетов его самолёт был подбит на малой высоте; Стерджессу удалось покинуть горящую машину, но на земле он попал в плен и был направлен в лагерь военнопленных Stalag Luft III в Восточной Германии. Он не принимал участия в так называемом Большом побеге узников этого лагеря и в январе 1945 года вместе с остатками заключённых был переведен в Stalag IIIA в Луккенвальде, где через два месяца был освобождён советскими войсками.
Вернувшись после войны в Южную Африку, Стерджесс некоторое время продолжал учёбу на бухгалтера, но затем оставил её, чтобы открыть магазин спортивного инвентаря. Одновременно с этим он продолжал играть в теннис как любитель. Являясь одним из сильнейших теннисистов ЮАР, к 1957 году Стерджесс стал 11-кратным чемпионом страны, что оставалось рекордным показателем для Южной Африки до его смерти в начале XXI века. До свадьбы с Джой Дейвис в 1952 году он также активно выступал за границей, в какой-то момент разъезжая по соревнованиям на протяжении восьми месяцев подряд.
На международной арене основных успехов Стерджесс добился как парный игрок. На его счету в 1947—1952 годах было 13 финалов турниров Большого шлема в мужском и смешанном парнм разряде и шесть побед — одна в мужских парах (чемпионат Франции 1947 года) и пять в смешанных. В 1949 году он с двумя разными партнёршами выиграл подряд чемпионат Франции, Уимблдонский турнир и чемпионат США, но в начале следующего года в паре с Джойс Фитч уступил в финале чемпионата Австралии, не сумев завершить завоевание карьерного Большого шлема в миксте.
Однако результаты Стерджесса в одиночном разряде также были высокими, благодаря чему он два раза подряд (в 1948 и 1949 годах) занимал шестое место в ежегодном списке десяти лучших теннисистов мира, публиковавшемся газетой Daily Telegraph. В 1947 и 1951 годах он был финалистом чемпионата Франции. В 1948 году Стерджесс в финале чемпионата США проиграл Панчо Гонсалесу, а в 1949 и 1951 годах дважды становился полуфиналистом на Уимблдоне. В 1950 году, в свой единственный визит на чемпионат Австралии, он дошёл до полуфинала в одиночном разряде и там. В 1947 году Стерджесс со сборной ЮАР стал полуфиналистом Кубка Дэвиса, выиграв семь из девяти своих встреч в матчах с командами Нидерландов, Великобритании и Югославии. В его лучшие годы комментаторы отмечали его классические удары и отличное передвижение по корту, и он стал моделью для подражания, в частности, для будущего члена Международного зала теннисной славы Клиффа Дрисдейла.
После 1952 года Стерджесс продолжал выступать лишь на соревнованиях в Южной Африке, но и там сумел преподнести сюрприз, когда на международном чемпионате ЮАР 1954 года обыграл последовательно двух соперников, которым предрекали встречу в финале — сначала Баджа Патти, а затем Ярослава Дробного, — стал чемпионом. Он завершил игровую карьеру в 1958 году.
От Джой Дейвис у Эрика Стерджесса было двое детей. Он продолжал вести торговлю спортивным инвентарём, пока однажды утром, открывая магазин, не стал жертвой вооружённого ограбления. После этого он оставил торговлю и сосредоточился на игре в гольф, где достиг хороших результатов в соревнованиях ветеранов. Стерджесс умер в январе 2004 года в возрасте 83 лет.

## Финалы турниров Большого шлема за карьеру

### Одиночный разряд (0-3)
| Результат | Год  | Турнир            | Покрытие | Соперник в финале | Счёт в финале   |
| --------- | ---- | ----------------- | -------- | ----------------- | --------------- |
| Поражение | 1947 | Чемпионат Франции | Грунт    | Йожеф Ашбот       | 6-8, 5-7, 4-6   |
| Поражение | 1948 | Чемпионат США     | Трава    | Панчо Гонсалес    | 2-6, 3-6, 12-14 |
| Поражение | 1951 | Чемпионат Франции | Грунт    | Ярослав Дробный   | 3-6, 3-6, 3-6   |

### Мужской парный разряд (1-5)
| Результат | Год  | Турнир              | Покрытие | Партнёр         | Соперники в финале          | Счёт в финале           |
| --------- | ---- | ------------------- | -------- | --------------- | --------------------------- | ----------------------- |
| Победа    | 1947 | Чемпионат Франции   | Грунт    | Юстас Фаннин    | Том Браун Билл Сидуэлл      | 6-4, 4-6, 6-4, 6-3      |
| Поражение | 1949 | Чемпионат Франции   | Грунт    | Юстас Фаннин    | Панчо Гонсалес Фрэнк Паркер | 3-6, 6-8, 7-5, 3-6      |
| Поражение | 1950 | Чемпионат Австралии | Трава    | Ярослав Дробный | Джон Бромвич Адриан Квист   | 3-6, 7-5, 6-4, 3-6, 6-8 |
| Поражение | 1950 | Чемпионат Франции   | Грунт    | Ярослав Дробный | Билл Талберт Тони Траберт   | 2-6, 6-1, 8-10, 2-6     |
| Поражение | 1951 | Уимблдонский турнир | Трава    | Ярослав Дробный | Кен Макгрегор Фрэнк Седжмен | 6-3, 2-6, 3-6, 6-3, 3-6 |
| Поражение | 1952 | Уимблдонский турнир | Трава    | Вик Сейксас     | Кен Макгрегор Фрэнк Седжмен | 3-6, 5-7, 4-6           |

### Смешанный парный разряд (5-2)
| Результат | Год  | Турнир                  | Покрытие | Партнёрша     | Соперники в финале                    | Счёт в финале  |
| --------- | ---- | ----------------------- | -------- | ------------- | ------------------------------------- | -------------- |
| Победа    | 1947 | Чемпионат Франции       | Грунт    | Шейла Саммерс | Ядвига Енджеёвская Кристиан Каралулис | 6-0, 6-0       |
| Победа    | 1949 | Чемпионат Франции (2)   | Грунт    | Шейла Саммерс | Джин Кертье Джерри Окли               | 6-1, 6-1       |
| Победа    | 1949 | Уимблдонский турнир     | Трава    | Шейла Саммерс | Луиза Браф Джон Бромвич               | 9-7, 9-11, 7-5 |
| Победа    | 1949 | Чемпионат США           | Трава    | Луиза Браф    | Маргарет Осборн-Дюпон Билл Талберт    | 4-6, 6-3, 7-5  |
| Поражение | 1950 | Чемпионат Австралии     | Трава    | Джойс Фитч    | Дорис Харт Фрэнк Седжмен              | 6-8, 4-6       |
| Победа    | 1950 | Уимблдонский турнир (2) | Трава    | Луиза Браф    | Патрисия Каннинг-Тодд Джефф Браун     | 11-9, 1-6, 6-4 |
| Поражение | 1952 | Чемпионат Франции       | Грунт    | Ширли Фрай    | Дорис Харт Фрэнк Седжмен              | 8-6, 3-6, 3-6  |